# Dicymolomia diminutalis
Dicymolomia diminutalis är en fjärilsart som beskrevs av W. Warren 1891. Dicymolomia diminutalis ingår i släktet Dicymolomia och familjen Crambidae. Inga underarter finns listade i Catalogue of Life.